# The Key to Yesterday
The Key to Yesterday è un film muto del 1914 diretto e interpretato da John Francis Dillon. La sceneggiatura di Robert A. Dillon (fratello del regista) si basa sull'omonimo romanzo di Charles Neville Buck pubblicato a New York nel 1910. Di genere drammatico, il film aveva come interpreti Carlyle Blackwell ed Edna Mayo, un'attrice neanche ventenne che aveva debuttato qualche mese prima in un film diretto da Robert Z. Leonard.

## Trama
A Parigi, il pittore Frederick Marston, infelicemente sposato, non può più dipingere per una ferita alla mano infertagli da una modella gelosa. Parte allora per gli Stati Uniti ma, dopo essere stato aggredito da dei ladri, perde la memoria. Non ricordando neanche il proprio nome, prende quello di Robert Anglo-Saxon e diventa il protetto di Stee, un ricco americano. Intreccia anche una relazione con Duska Filson, una giovane signora della buona società. A una cena, conosce il Señor Roberto, un sudamericano, che lo prende per George Carter, un rivoluzionario che lui aveva condannato a morte ma che era riuscito a sfuggirgli, ferito a una mano. Il pittore, cercando sempre di ritrovare la memoria, si reca nell'America del Sud, dove contatta il console statunitense che lo rassicura: il rivoluzionario era sì ferito a una mano, ma a quella sinistra mentre lui è stato ferito a quella destra. Nel paese sudamericano, scoppiano degli incidenti a causa della guerra civile, durante i quali lui resta ferito. Spedito in Francia, usa una chiave in suo possesso per trovare la serratura corrispondente. Alla fine, apre la porta del suo vecchio studio dove trova i suoi allievi e anche il suocero che lo informa che la moglie è in punto di morte. Recuperata finalmente la memoria, Marston si precipita dalla moglie al cui capezzale trova Duska. Vedendo il suo dolore, Duska lo lascia solo con la moglie morta.

## Produzione
Il film fu prodotto dalla Favorite Players Film Co. Fonti dell'epoca citano il film come la prima produzione della Favorite Players Film Co. e come la prima distribuzione dell'Alliance Films.

## Distribuzione
Il copyright del film, richiesto dalla Favorite Players Film Co., fu registrato il 6 ottobre 1914 con il numero U3475.

Distribuito dall'Alliance Films Corporation, il film uscì nelle sale cinematografiche statunitensi il 12 ottobre 1914.

### Conservazione
Non si conoscono copie ancora esistenti della pellicola che viene considerata presumibilmente perduta.